# Eurypogon cribratus
Eurypogon cribratus is een keversoort uit de familie Artematopodidae. De wetenschappelijke naam van de soort is voor het eerst geldig gepubliceerd in 1866 door Hampe.